# Staden

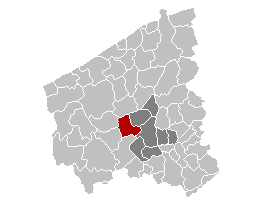
Ubicación en la provincia de Flandes Occidental

Staden es un municipio de Bélgica, situado en la provincia de Flandes Occidental. Tiene una población estimada, a inicios de 2022, de 11 530 habitantes.

## Geografía

### Secciones del municipio
El municipio comprende los antiguos municipios, que se fusionaron en 1977:
| - Staden - Oostnieuwkerke - Westrozebeke |

## Demografía

### Evolución
El siguiente gráfico refleja la evolución demográfica de Staden, incluyendo los municipios después de efectuada la fusión del 1 de enero de 1977.
| Gráfica de evolución demográfica de Staden entre 1846 y 2022 |
|                                                              |